# オデソス

オデソス
Одесос

オデソス（ブルガリア語:Одесос / Odesos）はブルガリア北東部の都市・ヴァルナの区。ヴァルナの一部を構成する。ヴァルナ湖の北側、ヴァルナの町の中心部の一角を占めている。
ヴァルナ港に面したヴァルナの中心部であり、生神女就寝大聖堂やローマ浴場跡（Римски терми / Rimski termi）、考古学博物館（bg:Варненски археологически музей）、軍事史博物館（bg:Военноморски музей）、ゲオルギ・ヴァルチェフ博物館（bg:Къща-музей на Георги Велчев）、現代史博物館（bg:Музей за нова история (Варна)）、民族復興博物館（Музей на Възраждането）、民俗博物館（Етнографски музей）などが集中している。また、ブルガリア鉄道のターミナル駅であるヴァルナ駅がある。

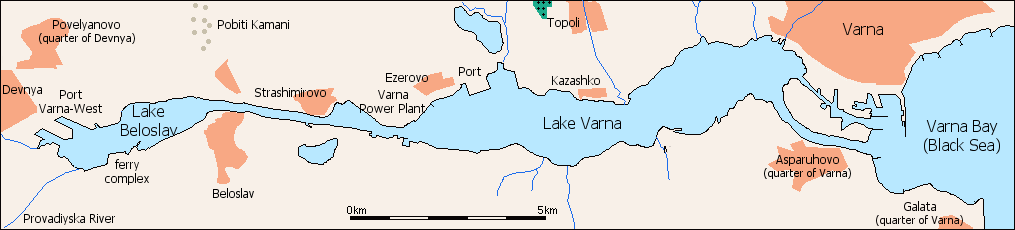
オデソスの位置。向かって右側に位置している東側の海がヴァルナ湾、そこから西のヴァルナ湖へと伸びる入り江を挟んで、北側の沿岸部がヴァルナの中心部にあたる。ヴァルナ湾岸と入り江の入り口が交わり、ヴァルナ港がある一角がオデソス区である。

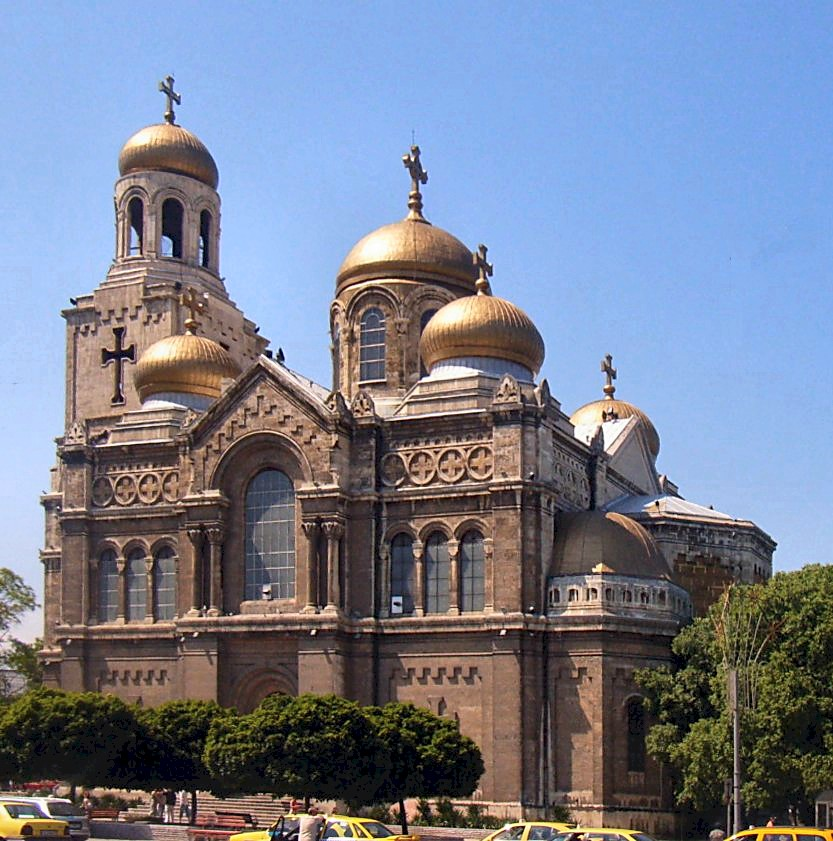
生神女就寝大聖堂 (ヴァルナ)
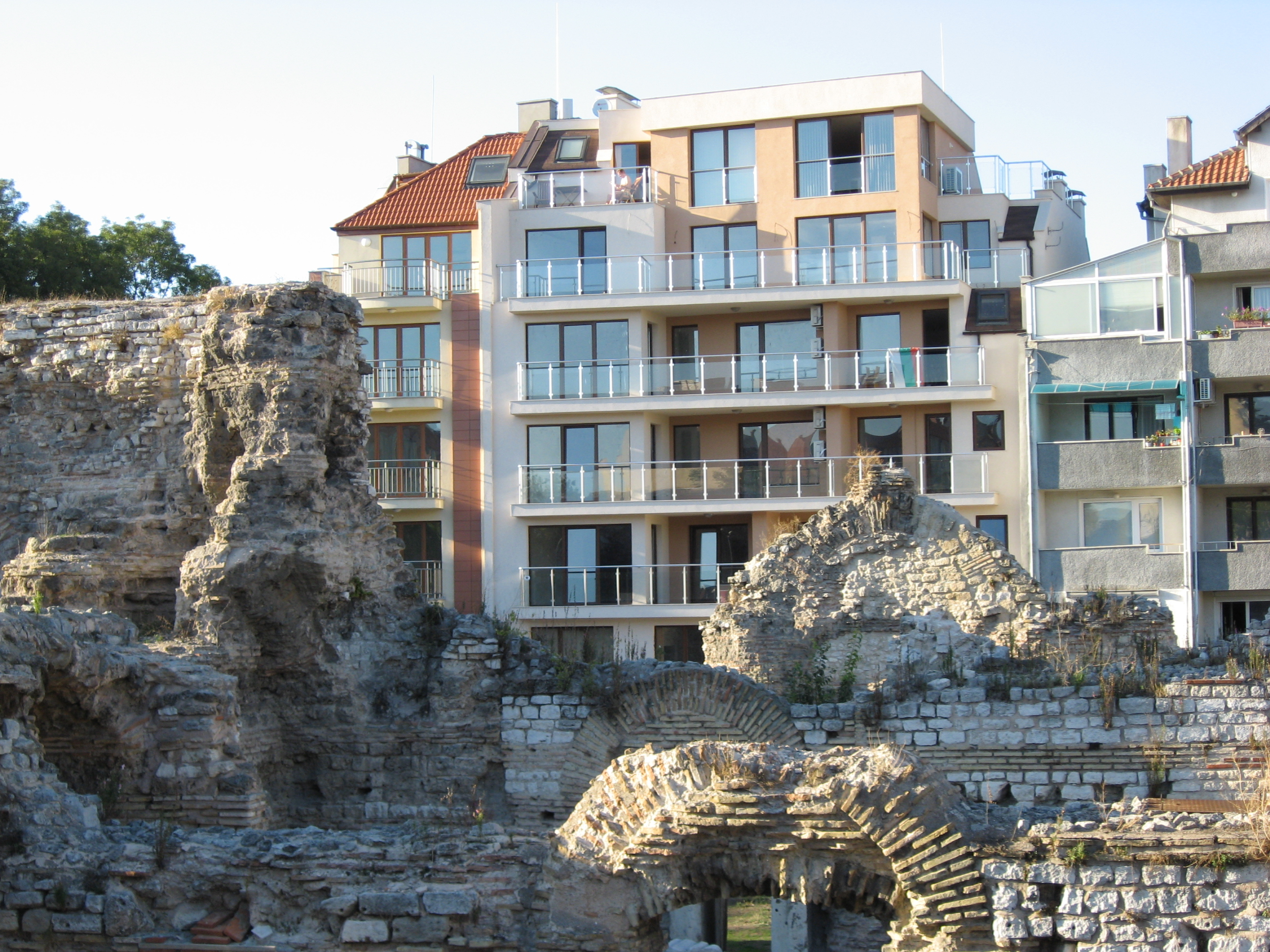
街中にあるローマ浴場跡
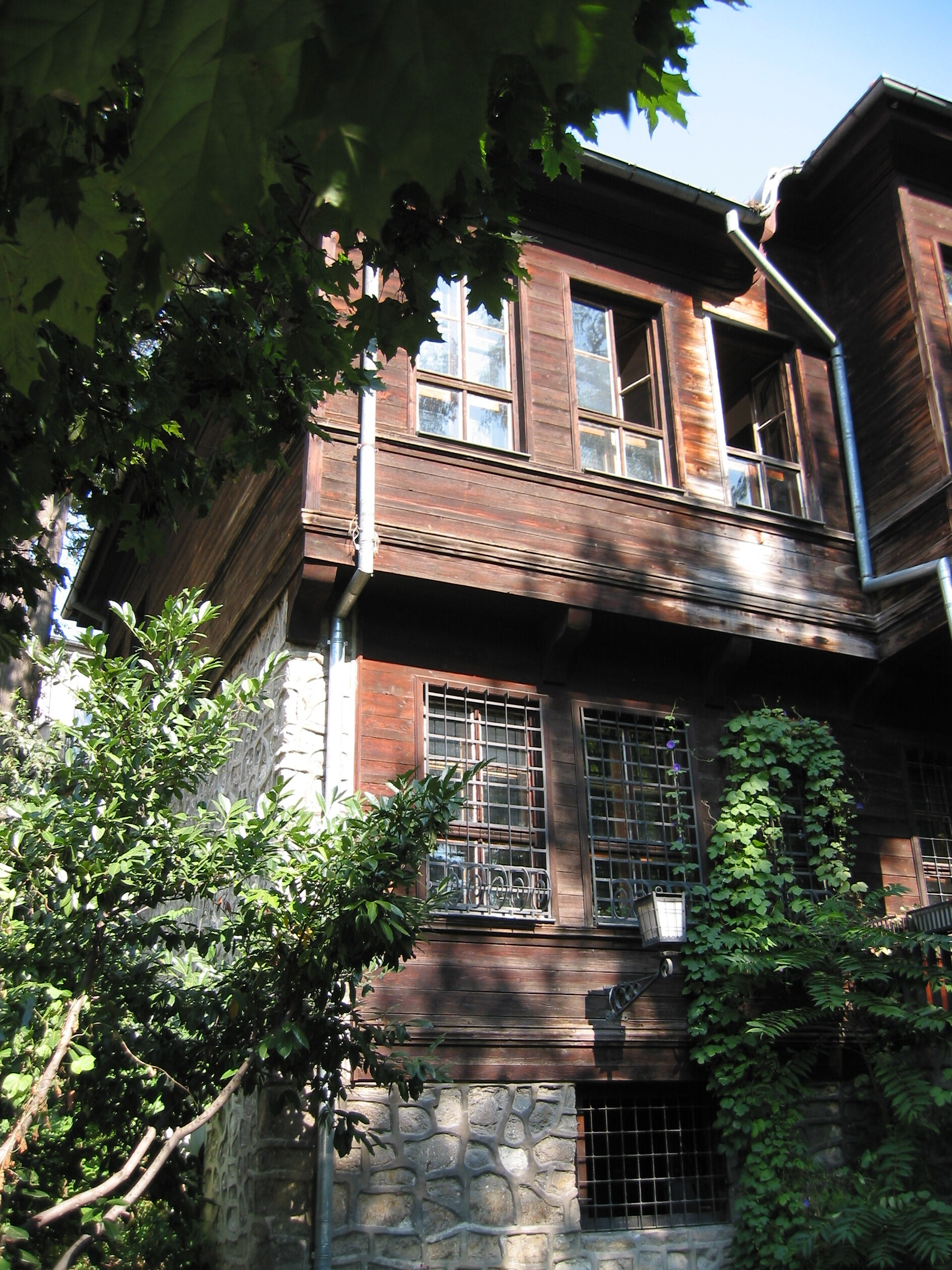
民族復興博物館